# Петрівка (Скадовська міська громада)
Петрі́вка — село в Україні, у Скадовській міській громаді Скадовського району Херсонської області. Населення становить 381 особу.

## Населення
Згідно з переписом УРСР 1989 року чисельність наявного населення села становила 335 осіб, з яких 159 чоловіків та 176 жінок.
За переписом населення України 2001 року в селі мешкала 381 особа.

### Мовний склад
Рідна мова населення за даними перепису 2001 року:
| Мова       | Чисельність, осіб | Доля     |
| ---------- | ----------------- | -------- |
| Українська | 338               | 88,71 %  |
| Російська  | 27                | 7,09 %   |
| Вірменська | 15                | 3,94 %   |
| Інше       | 1                 | 0,26 %   |
| Разом      | 381               | 100,00 % |

## Історія
Землю, яка простягалась від Каховки до села Красного, з 17.. року користувався поміщик Куликовський. Згодом Куликовський частину своїх земель продав поміщику Фурсенку. Поміщик Фурсенко на купленій землі побудував садибу і почав заселяти свою землю кріпаками. За мажару сіна, яка вродила на новокупленій землі, Фурсенко виміняв у польського пана кріпака Січного, а за породистих хортів – кріпаків з Курської губернії Богданова та Синякову з шеститижневим сином Корнієм. Молоду тридцятилітню жінку відірвали від чоловіка і дітей та пішки під конвоєм пригнали в таврійські степи. Потомки цих трьох прізвищ в основному і складали населення села, яке за іменем поміщика було названо Фурсиною.
Тяжким було становище кріпаків-фурсян, які зовсім не мали своєї землі та працювали на землі поміщика, відробляли панщину. Після скасування кріпацтва у 1861 році Фурса продав свої землі поміщику Шрейдеру. Вся земля, площею 7000 десятин стала його власністю. Після ревізії Шрейдер був вимушений продавати землю по 6 десятин на дорослого сина. Частина земель Шрейдера не оброблялась, а використовувалася для випасання поміщицьких овець. (Взято з розповідей старожилів села Синякова П.М. та Синякової Є.А.)
На 1886 рік в селі було 9 господарств: Богданових – 2, Січних – 3, Синякових – 4. Село належало до Краснянської волості. Школи в селі не було. Мутну воду для потреб брали з колодця. Землю селяни обробляли дерев'яними плугами. Грунт не удобрювався, а тому отримували низький урожай 30-40 пудів з 1 га, а на піщаних землях – 8-10 пудів. Селяни села Фурсина були зовсім неписемні. Старосту села обирали, а писаря наймали.
На початку 20 ст, землю фурсяни орендували в поміщика з половини (скіпщина). Тому на садибу Шрейдера щоденно підвозили тисячі підвід із зерном, вирощеним потом і кров'ю селян-орендарів. Революція 1905 р. Відгукнулась ехом і в Фурсині. Буквально за одну ніч знедолені селяни розгромили економію Шрейдера, а його син і дочка втекли в міста Росії та в Прогної, де у голови сімейства був маєток і 12000 десятин землі. Революційну роботу в селі проводив лікар Бублик з Новомиколаївки, який розповсюджував революційні листівки.
Після поразки революції в село приїхали карателі-козаки, які жорстоко розправилися з селянами. Вони примушували селян повернути награбоване поміщицьке майно, інвентар. Через помсту та ненависть селяни попсували майно поміщика. Залишився поміщицький сад, який поміщик продав на зруб куркулям-хуторянам.
Хоч і тяжким було життя селян, але кількість дворів зростала. На 1906 рік було 18 господарств, а в 1914 році було 31 господарство. На громадянську війну 1917-1922 рр. були мобілізовані всі чоловіки. На війні загинуло 8 чоловіків, а 13 – повернулося пораненими та контуженими. За архівними даними відомо, що на 1 січня 1922 р. Фурсина була перейменована в село Петровка(на честь члена ЦК ВКП(б) Григорія Івановича Петровського. В селі налічувалося 39 господарств. Населення становило 215 осіб. Село знаходилось на рівнині. Було 4 колодці з мутною водою непридатною для пиття. Школи й базару не було. (Херсонський обласний архів. Фонд р. 435, опис №1, архів №550, ст. 117)
На 1 жовтня 1926 р. Петровка входила до Широчанської сільради Скадовського району, Херсонського округу. В селі налічувалося 48 господарств з населенням 232 жителі.(Херсонський Госархів. Документ №435, опис №1, архів №548, стор. 29)
Велика Жовтнева Соціалістична революція принесла щастя в далеке глухе село Петровку. Селяни з великою радістю зустріли Декрет про землю – кожен селянин отримав по 3 десятини землі. Радянська влада відкрила двері в науку – засновано школу – 4 класи. Першим вчителем була пенсіонерка Касяненко Євдокія Яківна, яка проживала в Голій Пристані. Заняття проводили в найманих хатах Синякова та Ярмишко.
В 1931 році селяни об'єдналися в колгосп, якому дали назву імені Петровського. Головою колгоспу обрали односельчанина Богданова Миколу Юхимовича. Очолюваний ним колгосп був одним з передових у районі. Колгосп брав участь у Всесоюзній сільськогосподарській виставці. Був нагороджений почесною грамотою і медаллю. Постановою об'єднаного пленуму Скадовського партійного комітету відзначено сівбу колгоспами ранніх зернових культур та бавовнику серед Широчанської сільради. Цих успіхів досягнуто завдяки цілковитої усвідомленості переважної частини парто осередків, сільрад та працівників колгоспу, впертою боротьбою з куркульнею. (Документ: з історії соціалістичної перебудови сільського господарства на Херсонщині(1918-1941 р.). Передовиками колгоспу були Синякова М.Г., Синякова Г.Г. – бавовно збиральниці, Дідоренко В.М. – комбайнер, Синяков В.Г., Богданов Н.Ю. – ковалі. Вони вдосконалили косарку для збирання коробочок бавовнику. Добробут колгоспників підвищувався. На трудодень правління колгоспу видавало по 5-8 кг зерна. Школа була реорганізована в семирічну. Комсомольська організація була заснована в 1928 році. Першими комсомольцями були Богданов Д.М, Богданов Ф.Ю., Синякова Н.Ф., Бардієр С.П.
Мирне життя колгоспників було порушене нападом фашистської Німеччини. З війни у рідні домівки не повернулися 33 односельці, які полягли смертю хоробрих. В пам'ять про них на сільському кладовищі був зведений обеліск слави. За відвагу та героїзм 46 осіб було нагороджено орденами й медалями. Синяков В.Г. був нагороджений орденом Вітчизняної війни 1-го ступеня, Синяков М.Д. – орденом Бойового Червоного Прапора.
18 вересня 1941 року Петровка була окупована, а 2 листопада 1943 – звільнена. За завданням партії на окупованій території був залишений Богданов Дмитро Юхимович, 1907 р.н., який колгосп перед початком війни. При невідомих обставин його було заарештовано німецькою жандармерією в Залізному Порту і розстріляних на околицях Голої Пристані. На німецьку каторгу було вигнано 11 осіб. При переправі через Дніпро, Василенко Іван Тимофійович кинувся у воду і втопився, щоб не працювати на ворогів.
Після закінчення війни з німецької каторги повернулась виснажена дівчина, Синякова Клавдія Семенівна, яка згодом померла. Для швидкої відбудови народного господарства три дрібних колгоспи імені Петровського, імені Шевченка та імені 12-річчя Жовтня об'єдналися і колгосп став називатися іменем Шевченка(1950 р.).
Згодом село стало бригадою колгоспу “Нове життя” з центром в селі Широке. На 1964 р. В селі налічувалося 85 господарств з населенням 319 осіб. Село електро- та радіофіковане. Працювала 8-річна школа імені Ларіонова. В ній навчалося 104 учні, працювало 9 вчителів. В 1977 р. в селах Петровка і Шевченко був організований новий колгосп імені Гірського. В 1986р. працюючі односельці одержали земельні паї.
Відповідно до Розпорядження Кабінету Міністрів України від 12 червня 2020 року № 726-р «Про визначення адміністративних центрів та затвердження територій територіальних громад Херсонської області» увійшло до складу Скадовської міської громади.
24 лютого 2022 року село тимчасово окуповане російськими військами під час російсько-української війни.